# Fosseux
Fosseux és un municipi francès situat al departament del Pas de Calais i a la regió dels Alts de França. L'any 2007 tenia 136 habitants.

## Demografia

### Població
El 2007 la població de fet de Fosseux era de 136 persones. Hi havia 51 famílies de les quals 16 eren unipersonals (12 homes vivint sols i 4 dones vivint soles), 12 parelles sense fills, 19 parelles amb fills i 4 famílies monoparentals amb fills.
La població ha evolucionat segons el següent gràfic:
Habitants censats

### Habitatges
El 2007 hi havia 64 habitatges, 55 eren l'habitatge principal de la família, 4 eren segones residències i 4 estaven desocupats. Tots els 64 habitatges eren cases. Dels 55 habitatges principals, 47 estaven ocupats pels seus propietaris i 8 estaven llogats i ocupats pels llogaters; 1 tenia dues cambres, 7 en tenien tres, 14 en tenien quatre i 33 en tenien cinc o més. 49 habitatges disposaven pel capbaix d'una plaça de pàrquing. A 28 habitatges hi havia un automòbil i a 23 n'hi havia dos o més.

### Piràmide de població
La piràmide de població per edats i sexe el 2009 era:
| Homes | Edats   | Dones |
| ----- | ------- | ----- |
| 0     | 95 o +  | 4     |
| 0     | 90 a 94 | 0     |
| 4     | 85 a 89 | 0     |
| 0     | 80 a 84 | 4     |
| 0     | 75 a 79 | 0     |
| 8     | 70 a 74 | 8     |
| 16    | 65 a 69 | 4     |
| 0     | 60 a 64 | 12    |
| 4     | 55 a 59 | 4     |
| 4     | 50 a 54 | 8     |
| 0     | 45 a 49 | 0     |
| 0     | 40 a 44 | 4     |
| 4     | 35 a 39 | 4     |
| 4     | 30 a 34 | 0     |
| 4     | 25 a 29 | 8     |
| 4     | 20 a 24 | 4     |
| 4     | 15 a 19 | 4     |
| 0     | 10 a 14 | 0     |
| 4     | 5 a 9   | 4     |
| 0     | 0 a 4   | 4     |

## Economia
El 2007 la població en edat de treballar era de 85 persones, 61 eren actives i 24 eren inactives. De les 61 persones actives 53 estaven ocupades (29 homes i 24 dones) i 8 estaven aturades (4 homes i 4 dones). De les 24 persones inactives 11 estaven jubilades, 3 estaven estudiant i 10 estaven classificades com a «altres inactius».

### Ingressos
El 2009 a Fosseux hi havia 55 unitats fiscals que integraven 137 persones, la mediana anual d'ingressos fiscals per persona era de 14.122 €.

### Activitats econòmiques
L'any 2000 a Fosseux hi havia 10 explotacions agrícoles que ocupaven un total de 492 hectàrees.

## Poblacions properes
El següent diagrama mostra les poblacions més properes.